# Đại học Khoa học - Công nghệ Jan và Jędrzej Śniadeckich ở Bydgoszcz

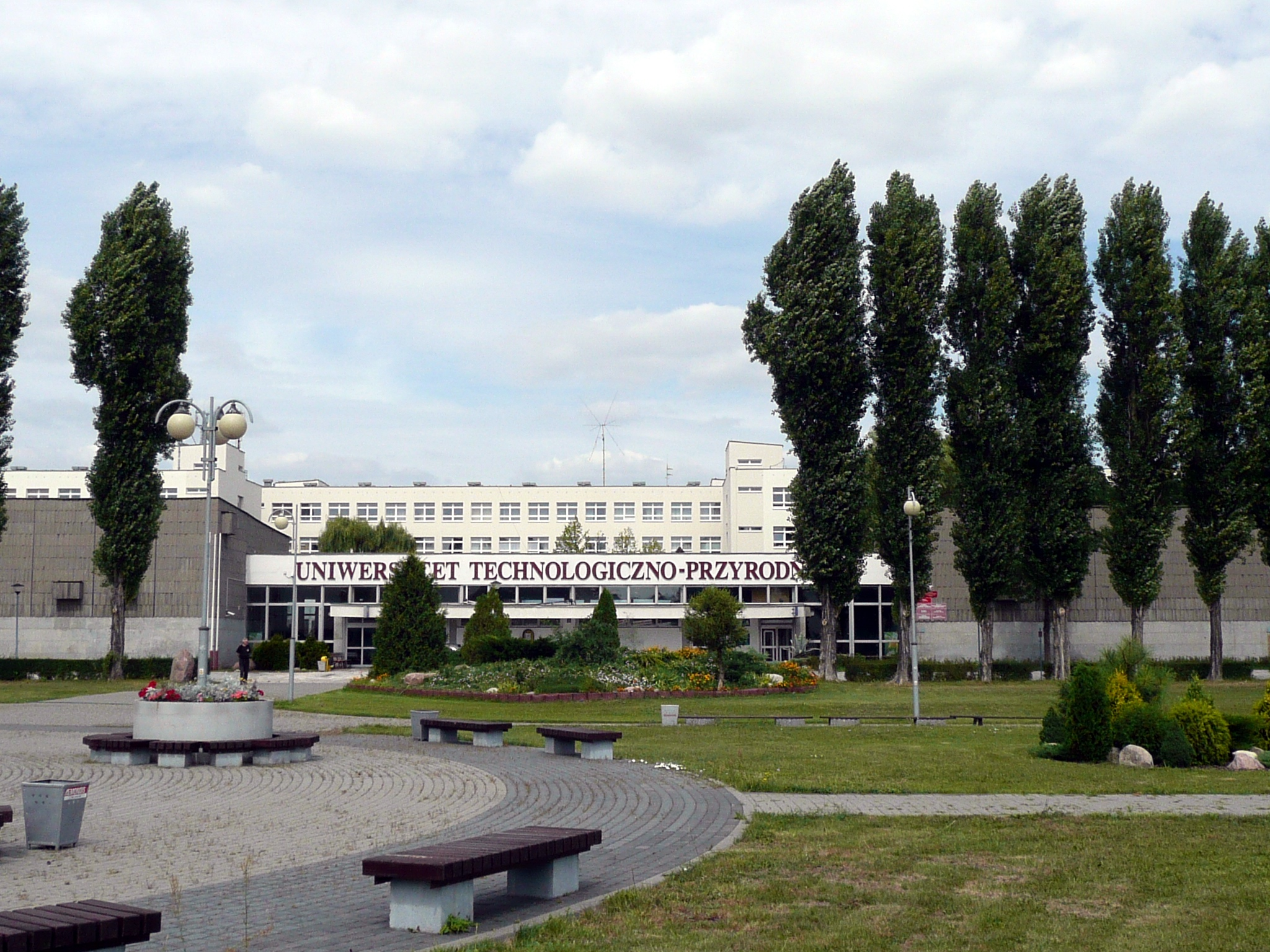
Tòa nhà của trường (Website: https://www.utp.edu.pl/pl/)

Đại học Khoa học - Công nghệ Jan và Jędrzej Śniadeckich  là một cơ sở giáo dục công lập của Nhà nước Ba Lan, được thành lập vào năm 1951. Theo công bố của Viện Webometrics (Tây Ban Nha) năm 2015 về việc xếp hạng các trường Đại học Kỹ thuật, thì Đại học Khoa học - Công nghệ Jan và Jędrzej Śniadeckich đứng vị trí 23 cả nước Ba Lan, đứng thứ 2412 trên Thế giới.

## Lịch sử của Nhà trường
Tiền thân của trường Đại học Khoa học - Công nghệ Jan và Jędrzej Śniadeckich là trường Dạy nghề Kỹ thuật được thành lập năm 1951. Lúc này trường đào tạo hai ngành: Cơ khí và Hóa học, thời gian đào tạo vào buổi tối các ngày trong tuần. Ngày 1 tháng 1 năm 1964, Trường Dạy nghề Kỹ thuật được chuyển thành Trường Đại học Kỹ thuật. Theo quy định này, Đại học Kỹ thuật ở Bydgoszcz được quyền giảng dạy dưới hình thức nghiên cứu và học toàn thời gian cho người học, sau khi tốt nghiệp sinh viên đạt chức danh nghề nghiệp là kỹ sư. Theo quy định của Hội đồng Bộ trưởng, ngày 1 tháng 10 năm 1974, Trường Đại học Kỹ thuật ở Bydgoszcz và Phân hiệu Bydgoszcz của Trường Đại học Nông nghiệp ở Poznań hợp nhất để tạo một trường đại học mới với tên gọi: Trường Đại học Kỹ thuật Nông nghiệp Jan và Jędrzej Śniadeckich Bydgoszcz. Năm 2005, Hội đồng của Nhà trường đã thông qua một nghị quyết về việc chuyển đổi tên Trường Đại học Kỹ thuật Nông nghiệp Jan và Jędrzej Śniadeckich thành tên Trường Đại học Khoa học-Công nghệ Jan và Jędrzej Śniadeckich.

## Các thế hệ Hiệu trưởng nhà trường[5]
Ernest Pischinger (1951-1967),
Józef Słomiński (1967-1971)
Stanisław Kielan (1971-1974)
Jerzy Roszak (1974-1981)
Stanisław Grabarczyk (1981-1982)
Józef Sałaciński (1982-1984)
Wojciech Cieśla (1984-1990)
Józef Szala (1990-1993)
Jerzy Pączkowski (1993-1996)
Janusz Sempruch (1996-2002)
Zbigniew Skinder (2002-2008)
Antoni Bukaluk (2008-2016)
Tomasz Topoliński (2016-nay)

## Ban giám hiệu hiện nay[6]
Hiệu trưởng: Giáo sư, Tiến sĩ khoa học Tomasz Topoliński
Phó hiệu trưởng phụ trách Khoa học: Giáo sư, Tiến sĩ khoa học Stanisław Mroziński,
Phó hiệu trưởng phụ trách Tổ chức và Phát triển: Giáo sư, Tiến sĩ khoa học Dariusz Pańka
Phó hiệu trưởng phụ trách Hợp tác quốc tế: Giáo sư, Tiến sĩ khoa học Adam Gadomsk
Phó hiệu trưởng phụ trách Giáo dục và sinh viên: Giáo sư, Tiến sĩ khoa học Marcin Drechny

## Cơ cấu các Phòng ban, các Khoa[7]
- Khoa Xây dựng, Kiến trúc và Kỹ thuật Môi trường
- Khoa Chăn nuôi và Sinh học
- Khoa Cơ khí
- Khoa Nông nghiệp và Công nghệ Sinh học
- Khoa Công nghệ và Kỹ thuật Hóa học
  - Viện Toán học và Vật lý
- Khoa Viễn thông, Tin học và Kỹ thuật Điện
- Khoa Quản lý
- Khoa ngoại ngữ
- Nghiên cứu Giáo dục Thể chất và Thể thao
- Thư viện chính
- Phòng xuất bản
- Trung tâm Đổi mới và Chuyển giao Công nghệ